# Giải quần vợt Úc Mở rộng 2020 - Đơn xe lăn quad
Dylan Alcott đã giành chức vô địch thứ 6 liên tiếp, sau khi đánh bại Andy Lapthorne tại chung kết với tỷ số 6–0, 6–4.

## Bốc thăm

### Từ viết tắt
| - Q = Vòng loại - WC = Đặc cách - LL = Thua cuộc may mắn - Alt = Thay thế - SE = Miễn đặc biệt | - PR = Bảo toàn thứ hạng - w/o = Thắng nhờ đối thủ rút lui trước trận đấu - r = Bỏ cuộc giữa trận đấu - d = Bị xử thua - SR = Xếp hạng đặc biệt |

### Vòng chung kết
|  | Final |                |   |   |  |  |
|  |       |                |   |   |  |  |
|  | 1     | Dylan Alcott   | 6 | 6 |  |  |
|  | 2     | Andy Lapthorne | 0 | 4 |  |  |

### Vòng bảng
|   |                  | Alcott (1) | Lapthorne (2)            | Wagner        | Davidson (WC)            | RR W–L | Set W–L | Game W–L | Thứ hạng |
| 1 | Dylan Alcott     |            | 7–5, 6–1                 | 6–3, 6–1      | 6–2, 6–0                 | 3–0    | 6–0     | 37–12    | 1        |
| 2 | Andrew Lapthorne | 5–7, 1–6   |                          | 6–3, 7–6(8–6) | 7–6(7–5), 3–6, 7–6(10–8) | 2–1    | 4–3     | 36–40    | 2        |
| 3 | David Wagner     | 3–6, 1–6   | 3–6, 6–7(6–8)            |               | 6–2, 6–3                 | 1–2    | 2–4     | 25–30    | 3        |
| 4 | Heath Davidson   | 2–6, 0–6   | 6–7(5–7), 6–3, 6–7(8–10) | 2–6, 3–6      |                          | 0–3    | 1–6     | 25–41    | 4        |